# Poecilostachys
Poecilostachys (synoniem: Chloachne) is een geslacht uit de grassenfamilie (Poaceae). De soorten van dit geslacht komen voor in Afrika.